# Регімін
Регімін (пол. Regimin) — село в Польщі, у гміні Регімін Цехановського повіту Мазовецького воєводства.
Населення — 620 осіб (2011).
У 1975-1998 роках село належало до Цехановського воєводства.

## Демографія
Демографічна структура станом на 31 березня 2011 року:
|          | Загалом | Допрацездатний вік | Працездатний вік | Постпрацездатний вік |
| -------- | ------- | ------------------ | ---------------- | -------------------- |
| Чоловіки | 301     | 68                 | 207              | 26                   |
| Жінки    | 319     | 76                 | 184              | 59                   |
| Разом    | 620     | 144                | 391              | 85                   |